# Dolpo
Dolpo o Ḍolpā (en tibetano དོལ་པོ) es una región de cultura tibetana en las tierras altas del distrito de Dolpa, al oeste de Nepal. Limita al norte con la región autónoma del Tíbet, de la República Popular China. Parte del territorio está ocupado por el parque nacional de Shey Phoksundo. La población está dispersa y practica el nomadismo, aunque también hay poblaciones sedentarias. Se les conoce como dolpa en tibetano y dolpo-pa o Dhol-wa en el dialecto local. Se comunica con el resto de Nepal mediante el Aeropuerto de Dolpa, ubicado en la localidad de Jufal, a la que se llega tras tres jornadas de viaje a caballo. No habiendo un censo de población, se estima que oscila entre 5 000 y 18 000 habitantes según las fuentes.

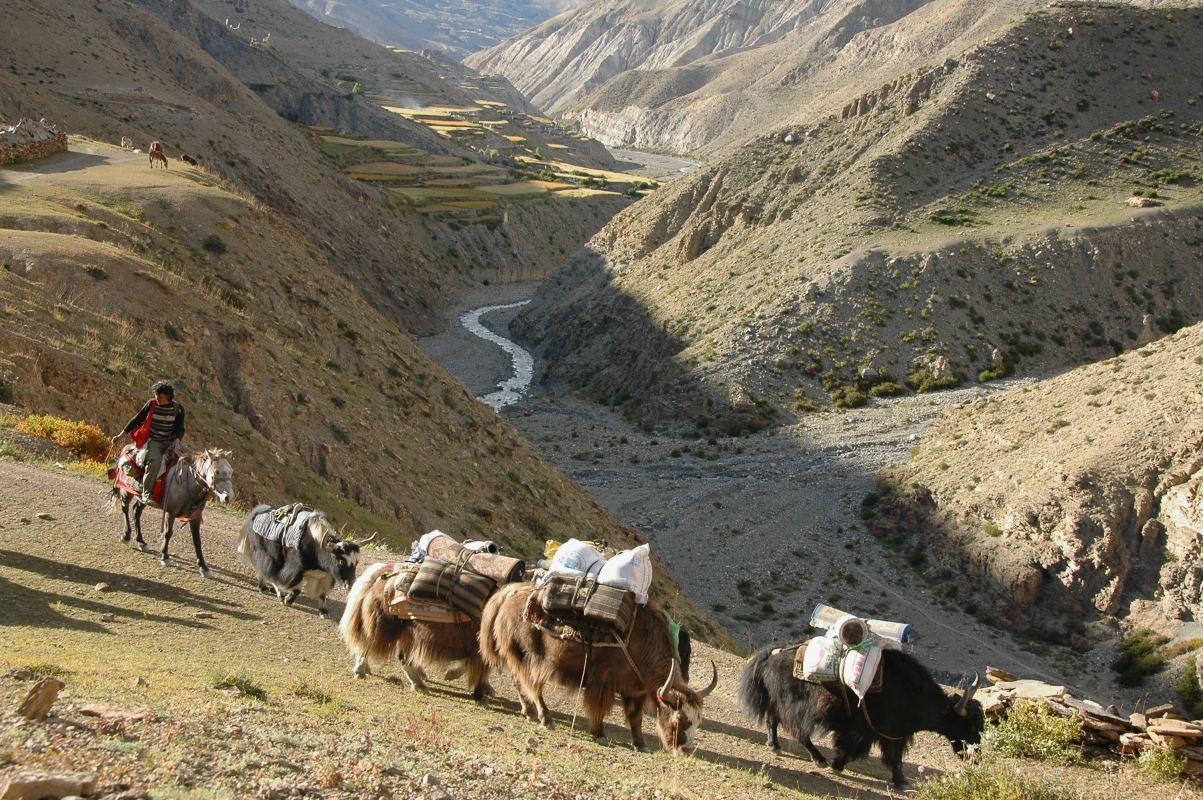
Caravana de Yaks cerca de Saldang, al norte de Dolpo.

## Datos generales
Es un enclave de 7 200 km² en el llamado Himalaya interior. En 1956 los primeros exploradores occidentales penetraron en la región. Es, a veces, llamado el Reino Escondido. Está ubicado en una de las mesetas más altas del mundo a más de 5 000 m de altitud. David Snellgrove, antropólogo inglés, fue el primer extranjero en visitarlo en 1956. En 1973, el escritor Peter Matthiessen entra en Dolpo tras la senda del leopardo de las nieves, al cual no encuentra, y vive, en cambio, una aventura espiritual que deriva en una creación literaria extraordinaria sobre la cultura tibetana del Himalaya. La comarca es relativamente pobre, en la que escasean las tierras cultivables.
Se dice que eran parajes habitados por Lung-Taa (el caballo del viento). A pesar de haber sufrido diversas invasiones fue un enclave aislado y bastante desconocido, aislado por pasos de montaña cerrados por la nieve durante muchos meses al año. El paso de Kagmara, marcado por un altar de piedras, es su puerta occidental.
Los dolpo-pa, practican en su mayor parte el Bön, una de las seis principales escuelas espirituales del Tíbet. Siendo una región muy remota, ha conservado su cultura tibetana con relativa pureza. En Dolpo se rodaron los exteriores de la película franco-nepalí de 1999 Himalaya: La infancia de un jefe. En 2010 se rodó en Dolpo el documental alemán Dolpo Tulku, que narra la historia del niño Sherap Zangpo.
El yak es, igual que en todo el Nepal, el animal emblemático de Dolpo. Estos bóvidos están adaptados a la altitud de Dolpo, aran, de su pelo se confeccionan cuerdas y tiendas de habitación. Su piel proporciona cuero para las suelas de las botas y su carne es comestible.
A pesar de sus difíciles comunicaciones y de las restricciones al turismo de las zonas más remotas, Dolpo es un lugar de elección para la práctica del excursionismo de montaña a pie.
En las zonas habitadas de la región de Dolpo podemos encontrar un tipo de arquitectura religiosa, los Chorten y las piedras mune-mani, con mantras esculpidos, que sirven para purificar los lugares donde se levantan y alejar a los espíritus malignos.
Sacar la lengua es una señal de bienvenida. La sociedad se organiza en torno a la trumpa o célula familiar. Si un hombre tiene tres hijos, el mayor, al contraer matrimonio, hereda la casa y las tierras; el segundo se hace monje; el tercero tiene que vivir con su hermano mayor, compartiendo vivienda, tierras y esposa, derivando en un matriarcado; así la mujer puede tener dos, tres o cuatro maridos, en convivencia armoniosa. La poliandria otorga a las mujeres dolpa prestigio y autoridad. Sin el consentimiento previo de la esposa no se pueden comprar ni vender propiedades familiares ni realizar otros intercambios comerciales.

## Geografía
Dolpo forma parte, desde el punto de vista geológico, de la zona tibetana sedimentaria del antiguo Océano Tetis. Está rodeado por cadenas montañosas del Himalaya, incluyendo el Dhaulagiri (8 172 m s. n. m.). Forma una barrera que impide el paso de las nubes, creando un clima semiárido, con precipitaciones anuales inferiores a 500 mm.

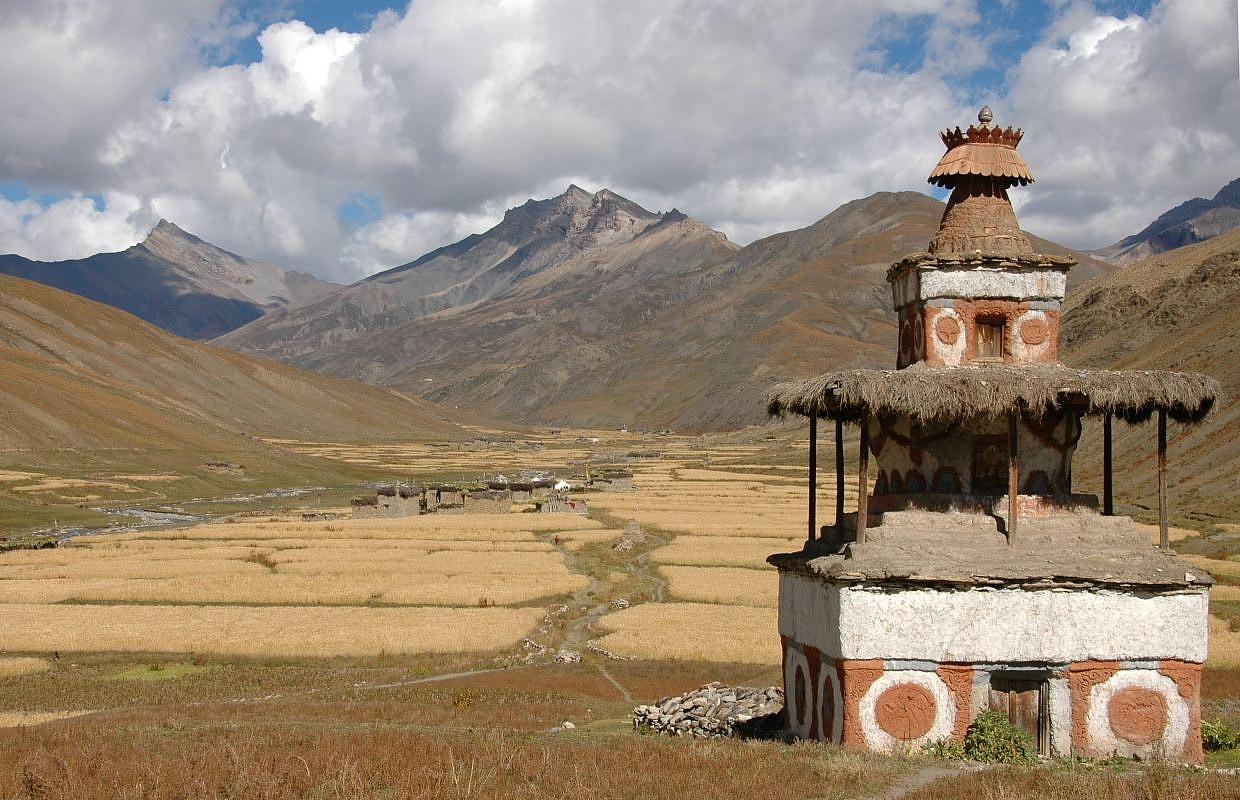
Estupa cercana a campos de cebada; Valle de Tarap, al sur de Dolpo.

La región se divide geográfica e históricamente en cuatro valles: Tsharka ("lugar fértil"), Tarap ("propicio, excelente"), Panzang ("morada de monjes") y Nangkhong ("lugar más recóndito"). Representan a cuatro de los siete "Comités de desarrollo de las aldeas" (village development committees o VDCs) creados en 1975.
Los valles que se encuentran en las vertientes sur desaguan en el río Bheri. Los VCDs de esta región son, de este a oeste:
- Chharka (Valle de Tsharka)
- Mukot
- Dho (Valle de Tarap)
- Phoksundo.

Los valles norteños se encuentran entre las vertientes norte y el Tíbet, a lo largo del río Langu, afluente del río Karnali. Su VCSs son:
- Tinje (Valle de Panzang)
- Saldang (Valle de Nangkhong)
- Bhijer.[4]

El desarrollo de la agricultura es posible a alturas entre 3 800 y 4 180 m s. n. m. (pueblos del valle de Shimen Panzang y Chharka respectivamente), si bien a menudo requieren riego. Además de cebada se cosechan alforfón, mijo, mostaza, trigo, patatas, rábanos y espinacas. De forma parecida a la transhumancia alpina, las poblaciones se van trasladando entre los pueblos y las zonas de pastizales de verano de las tierras altas (de 4 000 a 5 000 m s. n. m.). A este estilo de vida se le llama samadrok, algo así como "ganadería nómada" o nomadismo.
Dolpo representa la mayor parte del territorio del distrito de Dolpa. La población se concentra en las zonas bajas sureñas donde, además, se ubican la mayor parte de los VCDs.

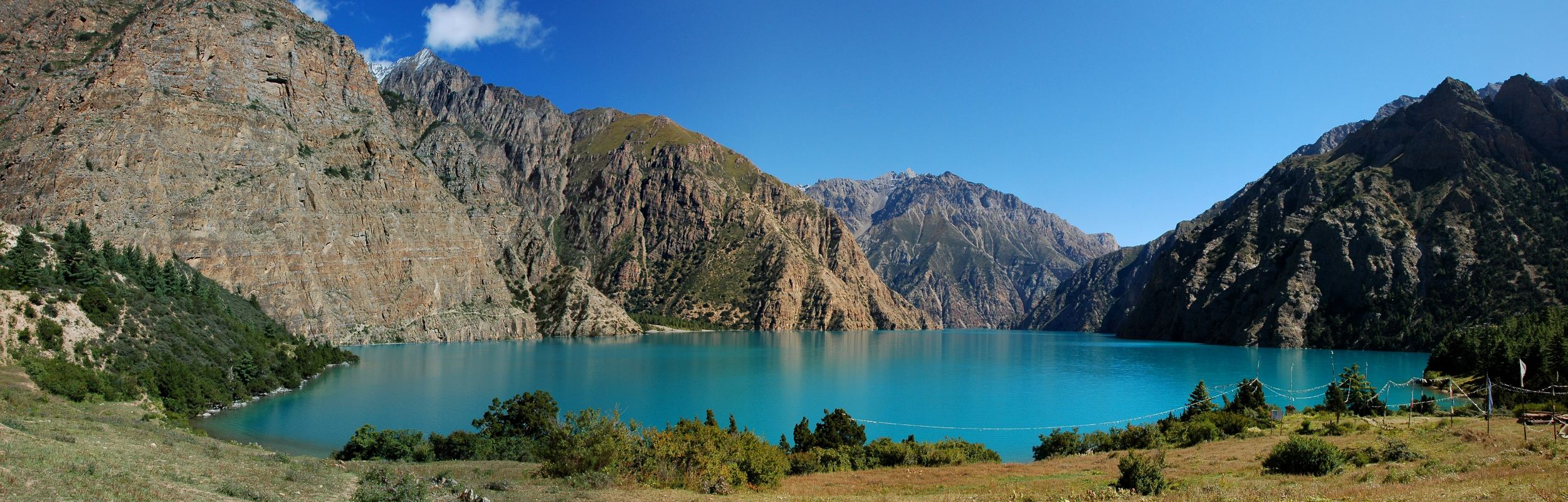
Lago Phoksundo del Parque nacional de Shey Phoksundo.

De Dolpo es emblemático el Lago Phoksundo. Situado a más de 3 500 m de altitud, ocupa una extensión de 5 km² (5 x 1 km) y una profundidad media estimada en 800 m Dadas sus frías aguas no alberga fauna ni flora.

## Comercio
La producción local no puede garantizar la supervivencia. A causa de la altitud, la cebada es el único cereal que pueden cultivar y cuya producción, limitada por los largos inviernos, solo alcanza para alimentar a la población siete meses al año. Para remediar esta deficiencia los habitantes de Dolpo se hicieron comerciantes. Comercian tradicionalmente con sal, que llevan desde el Tíbet hasta las zonas llanas del sur del Nepal, donde mantienen las relaciones llamadas netsang (literalmente "lugares de anidación"). Consiste en que cada familia de Dolpa tiene socios netsang en la mayoría de los pueblos del distrito de Dolpa, una red que les facilita los viajes y el comercio. A cambio de sal, los netsang les proveen de trigo y de refugio. Ambas partes tienen relaciones comerciales preferentes basadas en relaciones familiares ficticias aunque aparentes y convencionales, que pueden llegar a durar varias generaciones.
Actualmente, debido a la mayor disponibilidad de sal procedente de otros orígenes y una frontera con el Tíbet más impermeable por razones políticas, el sistema de netsang se encuentra comprometido.
Más del 50% de la Yarsagumba (Ophiocordyceps sinensis) (el llamado oro del Himalaya), un hongo que parasita a un insecto al acabar por sustituir sus tejidos por los propios, que procede de Dolpo. Es un producto muy apreciado en la medicina china y de elevado valor monetario.

## Historia
Dolpo aparece en los registros históricos en el s. VIII. Entre los siglos VI y VIII la dinastía tibetana Yarlung conquistó la mayor parte de los territorios que actualmente hablan tibetano. Parece ser que dio lugar a una emigración en dirección al sur, hacia Dolpo y las zonas periféricas del Río Gandaki. En 842 el reino del Tíbet se desmoronó y Dolpo cayó en poder del reino de Purang. En el s. X, Purang y Dolpo formaron temporalmente parte del reino de Guge. Se volvieron a separar de dicho reino cuando el rey sKyid lde Nyi ma mgon, lo dividió entre sus tres hijos.
Durante el reinado de Ya-rtse king A-sog-lde, en torno a 1253, tanto Dolpo como Serib pasaron a manos del gobernante de Gungthang, mGon po lde, que unió ambos y los estableció como una de las tres provincias de mNga' ris. Se conoce, por documentos históricos, que tropas mongolas conquistaron Dolpo al tiempo que otras muchas partes del Tíbet y que, finalmente, cedieron el poder al gobernante del periodo Sakya.
En el siglo XIV Dolp cayó bajo la dominación de su vecino oriental, el Reino de Lo, que controlaba el comercio a través de las dos vertientes del Himalaya por el desfiladero Kali Gandaki. Los habitantes de Dolpo tenían que pagar un impuesto y además prestar servicio personal en la capital del Reino de Lo, Lo Manthang.
Durante un tiempo, entre los siglos XV (1440?) y XVI, Dolpo fue independiente y gobernado por un rey de la dinastía Ra nag.
En 1769 el pueblo Gurkha conquistó Katmandú y creó el Reino de Nepal, que en poco tiempo alcanzó la extensión del moderno Nepal. En 1786 el Reino de Nepal incorporó el Reino de Lo, incluyendo a Dolpo. Un intento de Nepal de arrebatar la soberanía china de Tíbet terminó en una intervención militar china que dejó a Nepal como tributaria de China.

## La región en el cine
La película franco-nepalí de 1999 Himalaya: La infancia de un jefe, que dirige una mirada a las costumbres locales, fue la primera nepalí en ser nominada para un premio Óscar. Tuvo un gran éxito en Nepal, llamando la atención del país hacia Dolpo. Se la ha criticado indicando la falta de autenticidad de la película, artificiosa en gran parte, que mezcla en los diálogos el tibetano estándar de los actores profesionales con los dialectos locales de los nativos, y utiliza elementos ajenos a la región como el tipo de ropa.
En 2009 el documental Dolpo Tulku acompaña a Sherap Sangpo (nacido en 1981 en el valle de Tarap) en su viaje de regreso a su hogar desde la India. También trata de sus primeros pasos como jefe espiritual budista de los habitantes de Dolpo. A los diez años de edad peregrinó a la India y, después de un encuentro con el Dalái lama Tenzin Gyatso, decidió hacerse monje. En el monasterio de Ka-Nying Shedrub Ling, en Katmandú, se le reconoció enseguida como la reencarnación del Lama Nyinchung y fue enviado al monasterio de Namdroling en Karnataka. Su educación concluyó tras 16 años en el sur de la India y, en 2008, volvió a su región natal para asumir las responsabilidades de su predecesor como jefe espiritual budista de su región, en especial de los monasterios dDho-Tarap, Namgung y Saldang.